# Nagari Bayua
Nagari Bayua is een bestuurslaag in het regentschap Agam van de provincie West-Sumatra, Indonesië. Nagari Bayua telt 5443 inwoners (volkstelling 2010).